# NlaIII
NlaIII是一種发现於細菌乳糖奈瑟菌（Neisseria lactamica）的II型限制酶，其识别序列为
```
5'CATG
3'GTAC
```

切割产生的粘性末端为
```
5'---CATG   ---3'
3'---   GTAC---5'
```

## 同裂酶
同样产生5’-CATG-3’粘性末端的同裂酶有：
- Fael
- Fatl
- Hin1II
- Hsp92II
- CviAII
- IceA1